# Eduardo Fajardo
Eduardo Martínez Fajardo (Meis, Pontevedra, 14 de agosto de 1924-Ciudad de México, 4 de julio de 2019) fue un actor español.

## Biografía
A los ocho días de vida, sus padres se trasladan a La Rioja; su infancia trascurrirá en Haro, de donde confesará sentirse natural; siendo aún adolescente se traslada a Santander, donde estudia el bachillerato. En 1942, comienza su carrera interpretativa, iniciándose como actor de doblaje, labor que desarrolla hasta 1946 en Madrid como en Barcelona; llegó a doblar a Orson Welles en Otelo (1951), y en los créditos iniciales aparece el nombre de Eduardo Fajardo (hecho insólito en el mundo del doblaje). Además, dobló a John Wayne, Clark Gable... Aunque la mayoría de sus doblajes han sido redoblados y es complicado escucharlos.
Con Cifesa firmó un contrato como actor exclusivo por varios años para sus grandes éxitos; debuta en el cine con la película Héroes del 95, de Raúl Alfonso (1947), inaugurando de esta forma una de las filmografías más abultadas del cine español, que llega a superar los 180 títulos. 
Su carrera cinematográfica, en una primera etapa estuvo limitada a papeles secundarios en películas que sí alcanzaron cierto relieve en su época como Locura de amor (1948), de Juan de Orduña, Balarrasa (1950), de José Antonio Nieves Conde o Alba de América (1951), de Juan de Orduña.
En 1953 se traslada a México donde residió durante veinte años. Allí compagina su participación en el cine de aquel país con apariciones televisivas; entre ellas Tehuantepec de Miguel Contreras Torres (1954), Tizoc: Amor indio de Ismael Rodríguez Ruelas (1957). A su regreso a España retoma su carrera cinematográfica con una frenética actividad que le lleva a rodar una media de quince títulos anuales en los que abundan los papeles de villano en Spaghetti Western como El séptimo de caballería (1965) de Martin Herbert o Django (1966) de Sergio Corbucci. 
En sus últimos años de actividad profesional, compaginó el cine y el doblaje con apariciones en televisión (La barraca, 1979; Los gozos y las sombras, 1982; Tristeza de amor, 1986) y teatro, en el que pasó de la actuación (Cándida, 1985), a la dirección, con el proyecto Teatro sin barreras para personas con discapacidad, del que fue responsable desde 2002. En esta última década se le pudo ver en homenajes a compañeros en festivales de cine y teatro.
Trabajó en 183 películas, 75 obras de teatro y unas 2000 intervenciones en la televisión de España y México, además de intervenir en producciones de Italia, Alemania, Francia, Gran Bretaña y Estados Unidos.
Se afincó en Almería durante los últimos 25 años, residiendo en distintos lugares de la provincia. Llegó a rodar trece películas en Almería, todas ellas pertenecientes al género del spaguetti western. Debido a su vinculación con la provincia, de la cual afirmaba que se había enamorado, en 2016, desveló que donaría sus recuerdos al pueblo de Almería, con la intención de crear un museo del cine.
Falleció rodeado por sus hijos y nietos en México a las 20:00 horas (hora de México) del 3 de julio de 2019.

## Vida personal
Fajardo se casó en tres ocasiones. En 1948 contrajo matrimonio en la ciudad de Madrid con una joven de La Coruña de nombre Margarita Rodríguez Zapata, con quien tendría a su hijo primogénito, Eduardo Martínez Rodríguez. Después de terminar su relación con Margarita Rodríguez y embarcarse a América para continuar con su carrera como actor en México, inició una breve relación con la actriz Carmelita González, producto de la cual procreó dos hijos de nombres José Antonio y Paloma del Rocío.
Para 1961 decide volverse a casar con una hermosa joven de la Ciudad de México de nombre María de Lourdes Steffan Esperón, con quien tuvo a sus hijos Dulce Corazón de María, Lucero de María, Alma Rosa y Dusko, y a quien siempre describiría como el amor de su vida.

## Reconocimientos
A lo largo de su carrera recibió más de cincuenta galardones, entre ellos un reconocimiento del ayuntamiento de Haro y el de hijo predilecto de Meis. En Almería, debido a su vinculación a la misma, se le otorgó la "Medalla de la Cultura de la provincia" y el premio "Almería tierra de cine", también en 2012 fue obsequiado con la estrella de "Almería Western Museo". Fue el primero homenajeado del 'Paseo de las Estrellas de Almería', junto al Teatro Cervantes, donde lo inauguró con su estrella.

## Anécdotas
Durante la época más prolífica del spaguetti-western, llegaron a rodarse en Almería hasta quince películas simultáneas. Él, en algunas ocasiones rodaba dos filmes simultáneamente, por lo que a veces se confundió dirigiéndose al plató equivocado. El 90 % de los papeles de su carrera fueron de villano, pero él siempre afirmó que ansió haber actuado de galán.

## Filmografía
| Año  | Película                                      | Personaje                                              |
| ---- | --------------------------------------------- | ------------------------------------------------------ |
| 1947 | Héroes del 95                                 | Enrique de Mendoza                                     |
| 1947 | Dulcinea                                      | Ginés de la Hera                                       |
| 1947 | La nao Capitana                               | Soldado                                                |
| 1947 | La dama del armiño                            | Don Luis Tristán                                       |
| 1947 | La princesa de los Ursinos                    | Capitán emisario                                       |
| 1947 | Fuenteovejuna                                 | Soldado                                                |
| 1947 | 2 cuentos para 2                              | Franklin Perry                                         |
| 1947 | Don Quijote de la Mnacha                      | Don Fernando                                           |
| 1948 | Amanhã                                        | Capitán                                                |
| 1948 | Locura de amor                                | Diego López Pacheco y Portocarrero, marqués de Villena |
| 1948 | Mare Nostrum                                  | Capitán                                                |
| 1949 | El capitán de Loyola                          |                                                        |
| 1949 | Currito de la Cruz                            | Hombre en la plaza de toros                            |
| 1949 | Noche de Reyes                                |                                                        |
| 1949 | Una mujer cualquiera                          | Ricardo                                                |
| 1949 | La duquesa de Benamejí                        | Carlos, marqués de Miraflores                          |
| 1949 | ¡El santuario no se rinde!                    | Teniente Ramos                                         |
| 1949 | Paz                                           | Voz en radio                                           |
| 1949 | El sótano                                     | Juan Bell                                              |
| 1949 | Vendaval                                      | Coronel Puig Moltó                                     |
| 1950 | Tempestad en el alma                          |                                                        |
| 1950 | De mujer a mujer                              | Luis                                                   |
| 1950 | Agustina de Aragón                            | Luis Montana                                           |
| 1950 | Tres ladrones en la casa                      | Felipe                                                 |
| 1951 | Balarrasa                                     | Mario Santos                                           |
| 1951 | La leona de Castilla                          | Tovar                                                  |
| 1951 | Alba de América                               | Gastón                                                 |
| 1952 | Cerca de la ciudad                            | Antonio                                                |
| 1952 | Gloria Mairena                                | Paulino Céspedes                                       |
| 1953 | El curioso impertinente                       | Bocaccio                                               |
| 1953 | Aeropuerto                                    | Espectador                                             |
| 1954 | La intrusa                                    | Raúl Gómez de Fonseca                                  |
| 1954 | Tehuantepec                                   |                                                        |
| 1955 | La engañadora                                 |                                                        |
| 1956 | Orgullo de mujer                              | Ramón Durán                                            |
| 1957 | Tizoc: Amor indio                             | Arturo                                                 |
| 1957 | La ciudad de los niños                        | Jaime Andrade                                          |
| 1957 | Las últimas banderas                          |                                                        |
| 1958 | Escuela de rateros                            | Eduardo                                                |
| 1960 | Macario                                       | Virrey                                                 |
| 1960 | La Llorona                                    | Don Nuño de Montes Claros                              |
| 1961 | Ánimas Trujano                                | El Español                                             |
| 1963 | Los invisibles                                | Ladrón de joyas                                        |
| 1964 | Las hijas del Zorro                           |                                                        |
| 1964 | Canción del alma                              | Alejandro                                              |
| 1964 | Los invencibles                               |                                                        |
| 1965 | Dos toreros de aúpa                           | Inspector N.B.                                         |
| 1965 | Erik il vichingo                              | Olaf                                                   |
| 1965 | Gli eroi di Fort Worth                        | Coronel George Bonnet                                  |
| 1965 | Una tumba para el sheriff                     | Russell Murdock                                        |
| 1966 | Ringo’s Big Night                             | Joseph Finley                                          |
| 1966 | La ciudad no es para mí                       | Dr. Agustín Valverde hijo                              |
| 1966 | Django                                        | Mayor Jackson                                          |
| 1966 | Agente 3S3: Masacre in the Sun                | Profesor Theodore Karleston                            |
| 1966 | Pas de panique                                | Lorenzaccio                                            |
| 1966 | Missione apocalisse                           | Axel                                                   |
| 1966 | Los cuatro salvajes                           | Tim                                                    |
| 1966 | Siete espías en la trampa                     | Coronel Von Rittenau                                   |
| 1966 | El aventurero de Guaynas                      |                                                        |
| 1967 | Master Stroke                                 | Mr. Ferrington                                         |
| 1967 | Argoman the Fantastic Superman                | Shandra                                                |
| 1967 | Seven Pistols for a Massacre                  | Tilly                                                  |
| 1967 | Come rubare un quintale di diamanti in Russia | General Poniatowski                                    |
| 1967 | Il tempo degli avvoltoi                       | Don Jaime Mendoza                                      |
| 1967 | Gentleman Killer                              | Coronel Fernando Ferreras                              |
| 1968 | Winchester, uno entre mil                     | Sam Ringold                                            |
| 1968 | Cover Girl                                    | Maurice Behar                                          |
| 1968 | El sabor del odio                             | Chavel                                                 |
| 1968 | Los flamencos                                 | Kuis                                                   |
| 1968 | Go for Broke                                  | Paco Núñez                                             |
| 1968 | Un golpe de mil millones                      | Teopulos                                               |
| 1968 | Uno a uno, sin piedad                         | Sheriff Lyman                                          |
| 1968 | Salario para matar                            | Alfonso García                                         |
| 1968 | No le busques tres pies...                    | Juan                                                   |
| 1969 | Tiempos de Chicago                            | Capitán Harper                                         |
| 1969 | Pagó cara su muerte                           | Trevor                                                 |
| 1969 | América rugiente                              | Sir Louis Baymond                                      |
| 1969 | El taxi de los conflictos                     | Comisario Diéguez                                      |
| 1969 | Sharon vestida de rojo                        | Matthews                                               |
| 1969 | Eagles Over London                            | Oficial alemán                                         |
| 1969 | ¡Viva América!                                | Dick O’Connor                                          |
| 1969 | Cuatro noches de boda                         | Miguel                                                 |
| 1969 | Las nenas de mini-mini                        | Padre de Chalo                                         |
| 1969 | Homicidios en Chicago                         | Arthur                                                 |
| 1969 | El perfil de Satanás                          | Staub                                                  |
| 1970 | El mesón del gitano                           | Jaime                                                  |
| 1970 | Os cinco Avisos de Satanás                    | Leonardo                                               |
| 1970 | Shango                                        | Mayor Droster                                          |
| 1970 | Helena y Fernanda                             |                                                        |
| 1970 | ¿Quién soy yo?                                | General Varclano                                       |
| 1970 | Viva Cangaceiro                               | Gobernador Branco                                      |
| 1970 | Il tuo dolce corpo da uccidere                | Franz Adler                                            |
| 1970 | Reza por tu alma…y muere                      | Mangosta                                               |
| 1970 | Apocalypse Joe                                | Berg                                                   |
| 1970 | Los compañeros                                | Coronel                                                |
| 1970 | Trasplante de un cerebro                      | Clifton Reynolds                                       |
| 1971 | La araucana                                   | Virrey Lagasca                                         |
| 1971 | El sol bajo la tierra                         | Redfield                                               |
| 1971 | Il lungo giorno della violenza                | Juan Cisneros “Malpelo”                                |
| 1971 | El hombre de Río Malo                         | General Duarte                                         |
| 1971 | Delirios de grandeza                          | Un grande de España                                    |
| 1971 | Viva la muerte… tuya                          | General Huerta                                         |
| 1972 | The Two Faces of Fear                         | Luisi                                                  |
| 1972 | La mansión de la niebla                       | Mr. Tremont                                            |
| 1972 | Los hijos del día y de la noche               | Don García Moreno                                      |
| 1972 | Il coltello di ghiaccio                       | Marcos                                                 |
| 1972 | Fuenteovejuna                                 |                                                        |
| 1972 | Tedeum (película)                             | Grant                                                  |
| 1972 | ¿Qué nos importa la revolución?               | Herrero                                                |
| 1973 | La redada                                     | El Conde                                               |
| 1973 | The Scarlet Letter (1973 film)                |                                                        |
| 1973 | The Killer with a Thousand Eyes               | Costa                                                  |
| 1973 | No es bueno que el hombre esté solo           | Don Alfonso                                            |
| 1973 | Uno, dos, tres…dispara otra vez               | Cogan                                                  |
| 1973 | The Lonely Women                              | Abogado                                                |
| 1973 | Ajuste de cuentas                             | Cyrano                                                 |
| 1973 | Counselor at Crime                            | Calogero Vezza                                         |
| 1973 | Yankee Dudler                                 | Henry                                                  |
| 1973 | The Three Musketeers of the West              | Horatio Maurice Deluc                                  |
| 1973 | Lisa e il diavolo                             | Francis Lehar                                          |
| 1973 | La hiena                                      | Capitán Steven (Telenovela)                            |
| 1974 | Una chica y un señor                          | Médico                                                 |
| 1974 | El último viaje                               | Comisario Mendoza                                      |
| 1974 | ¿…Y el prójimo?                               | Vicente                                                |
| 1974 | Los cuatro mosqueteros                        |                                                        |
| 1974 | Siete chacales                                |                                                        |
| 1974 | El último proceso en París                    | Mr. Dupont                                             |
| 1975 | The Killer Must Kill Again                    | Inspector                                              |
| 1975 | Evil Eye                                      | Walter                                                 |
| 1975 | La cruz del diablo                            | Enrique Carrillo                                       |
| 1975 | Das Tal der tanzenden Witwen                  | Dynamite Dick                                          |
| 1975 | Simón y Mateo                                 | Monsieur Le Renard                                     |
| 1975 | Juego sucio en Panamá                         | Edward                                                 |
| 1975 | Los adolescentes                              | El padre de Ana                                        |
| 1975 | Docteur Justice                               | Dr. Alveiro                                            |
| 1975 | El socarrón                                   |                                                        |
| 1976 | Guapa, rica y…especial                        | Don Arístedes                                          |
| 1976 | La ragazza dalla pelle di corallo             | Barrymore                                              |
| 1976 | Storia di arcieri, pugni e occhi neri         | Barón/duque de Sherwood                                |
| 1976 | Lucecita                                      |                                                        |
| 1977 | Las marginadas                                | Don Fernando                                           |
| 1977 | La llamada del sexo                           | Sr. Montero                                            |
| 1977 | El despertar de los sentidos                  | Juan                                                   |
| 1978 | Espectro (Más allá del fin del mundo)         | Profesor Antón del Valle                               |
| 1978 | Venus de fuego                                | Padre de Alberto                                       |
| 1979 | Polvos mágicos                                | Leandro                                                |
| 1979 | The Shark Hunter                              | Capitán Gómez                                          |
| 1980 | Tres mujeres de hoy                           | Rafael                                                 |
| 1980 | La invasión de los zombies atómicos           | Dr. Kramer                                             |
| 1980 | El niño de su mamá                            | Enrique                                                |
| 1981 | Buitres sobre la ciudad                       | Bonardis                                               |
| 1981 | Asalto al casino                              | Director de Seguridad                                  |
| 1982 | El lago de las vírgenes                       | Sebastián                                              |
| 1982 | La tumba de los muertos vivientes             | Coronel Kurt Meitzell                                  |
| 1982 | La vida, el amor y la muerte                  |                                                        |
| 1982 | Vatican Conspiracy                            | Rettore                                                |
| 1983 | Pájaros de ciudad                             |                                                        |
| 1983 | Hundra                                        | Chieftain                                              |
| 1983 | Exterminators of the Year 3000                | Senador                                                |
| 1984 | Yellow Hair and the Fortress of Gold          | El hombre que sabe                                     |
| 1985 | Café, coca y puro                             | Tío de Pablo                                           |
| 1985 | Bangkok, cita con la muerte                   | Flanagan                                               |
| 1986 | Mordiendo la vida                             | Don Ricardo                                            |
| 1987 | Esto es un atraco                             | Ramón                                                  |
| 1988 | Fratello dello spazio                         | General Bradley                                        |